# Doppelter Melonenapfel
Der Doppelte Melonenapfel, auch als Doppelter Prinzenapfel bezeichnet, ist eine alte norddeutsche Apfelsorte. Er ist eine triploide Kreuzung aus Prinzenapfel als Mutter- und einer unbekannten Vatersorte. Der Namensteil „doppelt“ bezieht sich auf die bedeutend größeren Äpfel, die ein Schweizer Obstbauexperte 1913 als „die grösste uns bekannte Frucht“ bezeichnete. Es existieren viele noch gebräuchliche Lokalbezeichnungen, wie Hasenkopf und Walzenapfel, die auch für den Prinzenapfel verwendet werden.

## Baum
Der Baum zeigt in der Jugend schwaches Wachstum, später stärker wachsend, bildet er dünne lange Triebe. Er bevorzugt Gebirgs- und Seeklima. Er blüht spät, aber lang und ist gegen schlechte Wettereinflüsse widerstandsfähig. Die Sorte ist hauptsächlich für Hoch- und Halbstämme empfehlenswert und kann sehr alt werden. Die Sorte bekommt etwas Obstbaumkrebs.

## Frucht
Die Frucht ist groß, etwa 80 mm breit und hoch. Die Form der Frucht ist länglich- hochgebaut, walzenförmig auch mal rundlicher. Die Fruchtschale ist glatt, gelb/rot gestreift und gefleckt. Das Fruchtfleisch ist gelblichweiß, fein locker und mürbe. Der Geschmack ist feinsäuerlich, ohne besonderes Aroma. Die Frucht hält auf dem Lager 4 Wochen.